# Troféu Gustavo Lacerda Beltrame
O Troféu Gustavo Lacerda Beltrame é uma partida amistosa entre o XV de Piracicaba e clubes brasileiros realizada em um jogo na cidade de Piracicaba. Já disputaram a taça contra a equipe do interior paulista os clubes  Palmeiras e Santos, de São Paulo, e o clube Fluminense, do Rio de Janeiro.
A primeira partida foi realizada no dia 4 de julho de 2010, sendo o XV de Piracicaba derrotado por 3 a 1 pela equipe do Palmeiras, que conquistou a taça.